# 迪·里斯
丹德烈亞·里斯（英語：Diandrea Rees，1977年2月7日—）是一名美國女導演和編劇。她較知名的作品如電影《賤民》（2011年）、《藍調女王》（2015年）和《泥沼》（2017年）。

## 個人生活
里斯原名為「丹妮絲」（Denise），她在24歲時合法改名為「迪」（Dee），同時也是名已出櫃的女同性戀，而電影《賤民》則是描述她個人的半自傳。

## 作品列表

### 短片
- 2005：《Orange Bow》（導演和編劇）
- 2007：《Pariah》（導演和編劇）
- 2009：《Colonial Gods》（導演和編劇）

### 電影
- 2008：《Eventual Salvation》（導演和編劇，紀錄片）
- 2011：《賤民（英语：Pariah (2011 film)）》（導演和編劇）
- 2015：《藍調女王（英语：Bessie (film)）》（導演和編劇，電視電影）
- 2017：《泥沼》（導演和編劇）
- 2020：《他的最後願望》（導演、監製和編劇）

### 電視
- 2015：《嘻哈世家》（導演，1集）
- 2017：《當我們崛起時》（導演，2集）
- 2017：《菲利普·狄克的電子夢》（導演和編劇，1集）
- 2020：《太空部隊》（導演，2集）

## 外部連結
- 迪·里斯在互联网电影资料库（IMDb）上的資料（英文）
- Collider.com interview with Dee Rees （页面存档备份，存于）
- Pariah的官方網站 （页面存档备份，存于）